# 单位正方形
直角坐标系中坐标在 (x,y) 处的单位正方形是 x 与 y 坐标都在单位区间 0 到 1 之内的正方形。
区间究竟是开区间还是闭区间，每个人的判断会有所不同，在使用时要清楚地进行定义，但是最常用的是闭区间 [0,1]。